# به نام قانون (فیلم ۱۹۶۸)
به نام قانون یک فیلم محصول سال ۱۹۶۸ از جمهوری سوسیالیستی آذربایجان شوروی (شوروی) است که بر اساس رُمان مهمان اثر سلیمان رحیمف ساخته شد.